# Citrostichus dolichogaster
Citrostichus dolichogaster is een vliesvleugelig insect uit de familie Eulophidae. De wetenschappelijke naam is voor het eerst geldig gepubliceerd in 1993 door Sheng & Wang.